# جيريمي كليمنتس
جيريمي كليمنتس (بالإنجليزية: Jeremy Clements)‏ هو سائق سباق أمريكي، ولد في 16 يناير 1984 في سبارتانبرغ في الولايات المتحدة.

## وصلات خارجية
- الموقع الرسمي
- جيريمي كليمنتس على موقع Racing-Reference.info (الإنجليزية)